# 凯棠镇
凯棠镇，是中华人民共和国贵州省黔东南苗族侗族自治州凯里市下辖的一个乡镇级行政单位。
2016年1月29日，贵州省人民政府批复同意撤销凯棠乡建制，设置凯棠镇，撤乡设镇后行政区域和政府驻地不变。

## 行政区划
凯棠镇下辖以下地区：
凯棠村、火香村、龙塘村、芦笙村、新村、南江村、养小村、白水村、凯哨村、大坪村和梅香村。